# France Médias Monde
France Médias Monde és un holding estatal francès que supervisa i coordina les activitats dels principals mitjans de comunicació públics que emeten o publiquen internacionalment des de França.
Les filials de la companyia són les emissores de ràdio Radio France Internationale (RFI) i Monte Carlo Doualiya (MCD), i l'emissora de notícies de televisió France 24. La companyia també té una participació del 12,5% a la cadena general d'entreteniment i notícies TV5Monde. Anteriorment s'anomenava France Monde.